# Blastobasis fuscomaculella
Blastobasis fuscomaculella é uma espécie de mariposa do gênero Blastobasis pertencente à família Coleophoridae.